# ميكاليس تسيرليس
ميكاليس تسيرليس (باليونانية: Μιχάλης Τσαϊρέλης)‏ مواليد 23 فبراير 1988 في سالونيك، هو لاعب كرة سلة يوناني. بدأ مسيرته الاحترافية في سنة 2007. يحمل الرقم 9. يبلغ طوله 6 قدم 10 بوصة (2.1 م).

## المسيرة الاحترافية
لعب مع نادي أريس لكرة السلة في موسم 2007–2008، ثم لعب مع كانارياس لكرة السلة في الدوري الإسباني في موسم 2014–2015، ثم لعب مع نادي أولمبياكوس لكرة السلة في موسم 2015–2016.

## روابط خارجية
- ميكاليس تسيرليس على موقع الاتحاد الدولي لكرة السلة (الإنجليزية)
- ميكاليس تسيرليس على موقع الدوري الأوروبي لكرة السلة (الإنجليزية)
- ميكاليس تسيرليس على موقع الدوري الإسباني لكرة السلة (الإسبانية)
- ميكاليس تسيرليس على موقع كرة السلة الأوروبية.كوم (الإنجليزية)
- ميكاليس تسيرليس على موقع DraftExpress.com (الإنجليزية)
- ميكاليس تسيرليس على موقع ريلجم (الإنجليزية)
- ميكاليس تسيرليس على موقع سبورتس رفرنس (الإنجليزية)